# Grässparv
Grässparv (Passerculus sandwichensis) är en vida spridd nordamerikansk tätting i familjen amerikanska sparvar med omdiskuterad taxonomi.

## Utseende
Grässparv är en typiskt sparvtecknad fågel med mörkstreckad brun rygg och vitaktig undersida med bruna eller svartaktiga streck på bröst och flanker. Hjässa och ögonbrynsstreck är vitaktiga, ibland med inslag av gult, framför allt mot näbben, vilket gett fågeln dess namn. Vingpennona är brunsvarta med ljusbruna eller vita kanter. Ögonen är mörka, fötter och ben hornfärgade, liksom undre delen av näbben (övre delen är mörkgrå).
De olika populationerna av grässparv varierar rätt mycket i utseende, framför allt i grader av mörkhet, där de i Alaska och inåt landet är blekast och de utmed kusten i sydväst är mörkast. Den kan också variera mycket i storlek, från elva till hela 17 centimeter. Vissa av dessa populationer har föreslagits utgöra egna arter (se nedan).

### Läte
Flyktlätet är ett tunt siip, medan sången är en blandning av drillar och tjatter.
|  |
|  |

## Utbredning och systematik
Grässparv delas in i allt mellan sju och 21 underarter med utbredning i stora delar av Nordamerika, men också delar av Mexiko. Häckfåglar utmed Stillahavskusten och i Mexiko är stannfåglar, medan andra flyttar och övervintrar från södra USA till Centralamerika, Västindien och norra Sydamerika. Det råder oenighet både huruvida fågeln utgör en eller flera arter och hur dess inre systematik ser ut. Listan nedan med 21 underarter följer Clements et al 2017:
- savanna-gruppen
  - Passerculus sandwichensis oblitus – centrala Kanada och norra och centrala USA, flyttar till nordöstra Mexiko
  - Passerculus sandwichensis mediogriseus – sydöstra Kanada (Ontario, Gaspéhalvön) och nordöstra USA, flyttar till sydöstra USA
  - Passerculus sandwichensis labradorius – östra Quebec, Labradorhalvön och Newfoundland, flyttar till sydöstra Texas
  - Passerculus sandwichensis savanna – Nova Scotia, Prince Edward Island och Magdalenaöarna, flyttar till Bahamas
- Passerculus sandwichensis princeps – Sable Island (Nova Scotia), flyttar till kustnära områden från Massachusetts till Georgia
- sandwichensis-gruppen
  - Passerculus sandwichensis athinus – Aleuterna och norra Alaska till sydvästra Kanada, flyttar till Baja, södra Mexiko
  - Passerculus sandwichensis sandwichensis – Amutka, östra Aleuterna och västra Alaskahalvön, flyttar till södra Kalifornien
  - Passerculus sandwichensis crassus – sydöstra Alaska (Alexanderarkipelagen) och angränsande fastlandet Alaska
  - Passerculus sandwichensis brooksi – Vancouver Island och kustnära sydvästra British Columbia till nordvästra Kalifornien, flyttar till Baja California
  - Passerculus sandwichensis alaudinus – kustnära norra Kalifornien (Humboldt County till San Luis Obispo County)
  - Passerculus sandwichensis nevadensis – Great Basin och Great Plains i Nordamerika, flyttar till södra Mexiko
  - Passerculus sandwichensis rufofuscus – centrala Arizona och norra New Mexico till norra Mexiko (Chihuahua)
  - Passerculus sandwichensis brunnescens – Mexiko (Durango till Jalisco, Puebla, Guerrero och Oaxaca)
  - Passerculus sandwichensis wetmorei – bergen i sydvästligaste Guatemala
- guttatus-gruppen
  - Passerculus sandwichensis beldingi – längs kustvattnen i södra Kalifornien (Santa Barbara County) till norra Baja California
  - Passerculus sandwichensis anulus – Sebastián Vizcaíno Bay-området i Baja California
  - Passerculus sandwichensis guttatus – kustnära västra Baja California (San Ignacio Lagoon-regionen)
  - Passerculus sandwichensis magdalenae – kustnära västra Baja California (Magdalenaviken)
- Passerculus sandwichensis sanctorum – San Benitoöarna (utanför västra Baja California)
- rostratus-gruppen
  - Passerculus sandwichensis rostratus – nordöstra Baja California (mynningen av Coloradofloden och angränsande Sonora)
  - Passerculus sandwichensis atratus – kustnära nordvästra Mexiko (centrala Sonora till centrala Sinaloa)

Artens utbredningsområde

Underarten oblitus inkluderas ofta i labradorius, mediogriseus i savanna, crassus i anthinus och rufofuscus i brunnescens. Andra erkänner endast sandwichensis och princeps i sandwichensis-gruppen. 

### Flera arter?
Vissa delar upp grässparv i fyra arter: guttatus-gruppen som "beldingsparv" (P. guttatus), sanctorum som "sanbenitosparv" (P. sanctorum), rostratus-gruppen som "stornäbbad sparv" (P. rostratus) samt övriga underarter i P. sandwichensis. Även taxonet princeps, "ipswichsparv", har tidigare behandlats som en egen art, men DNA-studier visar att den står nominatgruppen mycket nära.

### Grässparv i Europa
Arten är en mycket sällsynt gäst i Europa, med förhållandevis få fynd med tanke på dess stora bestånd och vida utbredningsområde. Första fyndet gjordes av en fågel som fångades och ringmärktes på Isle of Portland i Engelska kanalen 11 april 1982. Därefter har arten påträffats i oktober 1987 och oktober 2003 på Fair Isle i Shetlandsöarna, tre gånger i Azorerna (2002 samt två fynd 2009, alla i oktober), i juni 2020 på Helhalvön i Polen och 2 november 2021 i norska Farsund. Den är även sedd i östra Ryssland och Japan.

### Släktskap
DNA-studier visar att grässparv är närmast släkt med gärdsparv och präriesparv som traditionellt placeras i släktet Ammodramus. Vissa har därför lyft ut de två senare arterna och placerat dem tillsammans med grässparv i Passerculus.

### Familjetillhörighet
Tidigare fördes de amerikanska sparvarna till familjen fältsparvar (Emberizidae) som omfattar liknande arter i Eurasien och Afrika. Flera genetiska studier visar dock att de utgör en distinkt grupp som sannolikt står närmare skogssångare (Parulidae), trupialer (Icteridae) och flera artfattiga familjer endemiska för Karibien.

## Levnadssätt
Grässparv födosöker på marken eller i låga buskar, och framför allt vintertid hittas den också i betade gräsmarker. Den äter huvudsakligen frön men även insekter under häckningstid. Fågeln påträffas oftast i par eller i familjegrupperingar sommartid, i större flockar vintertid och under flyttning.

## Status och hot
Arten har ett stort utbredningsområde och en stor population med stabil utveckling. Utifrån dessa kriterier kategoriserar internationella naturvårdsunionen IUCN arten som livskraftig (LC). IUCN bryter dock ut guttatus-gruppen, rostratus-gruppen och taxonet sanctorum som egna arter och bedömer deras hotstatus separat, som livskraftiga utom sanctorum som anses vara nära hotad (NT).

## Namn
Fågelns vetenskapliga artnamn sandwichensis syftar på Unalaska, en ö i Sandwich Sound, Alaska. Tidigare kallades den gulbrynad grässparv, men namnet förenkades av Birdlife Sveriges taxonomikommitté 2024.

## Bilder

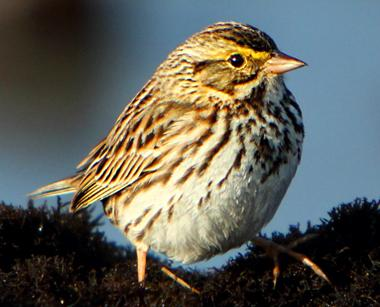
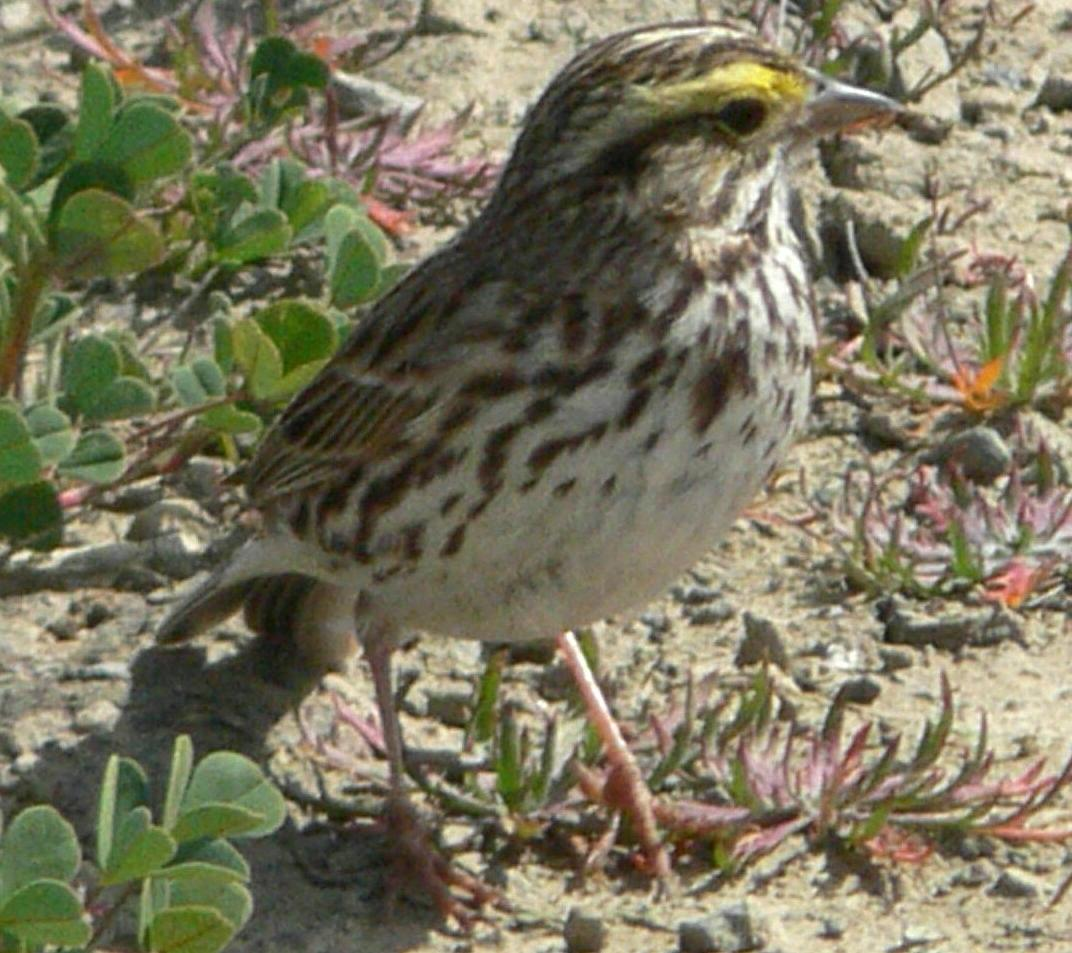
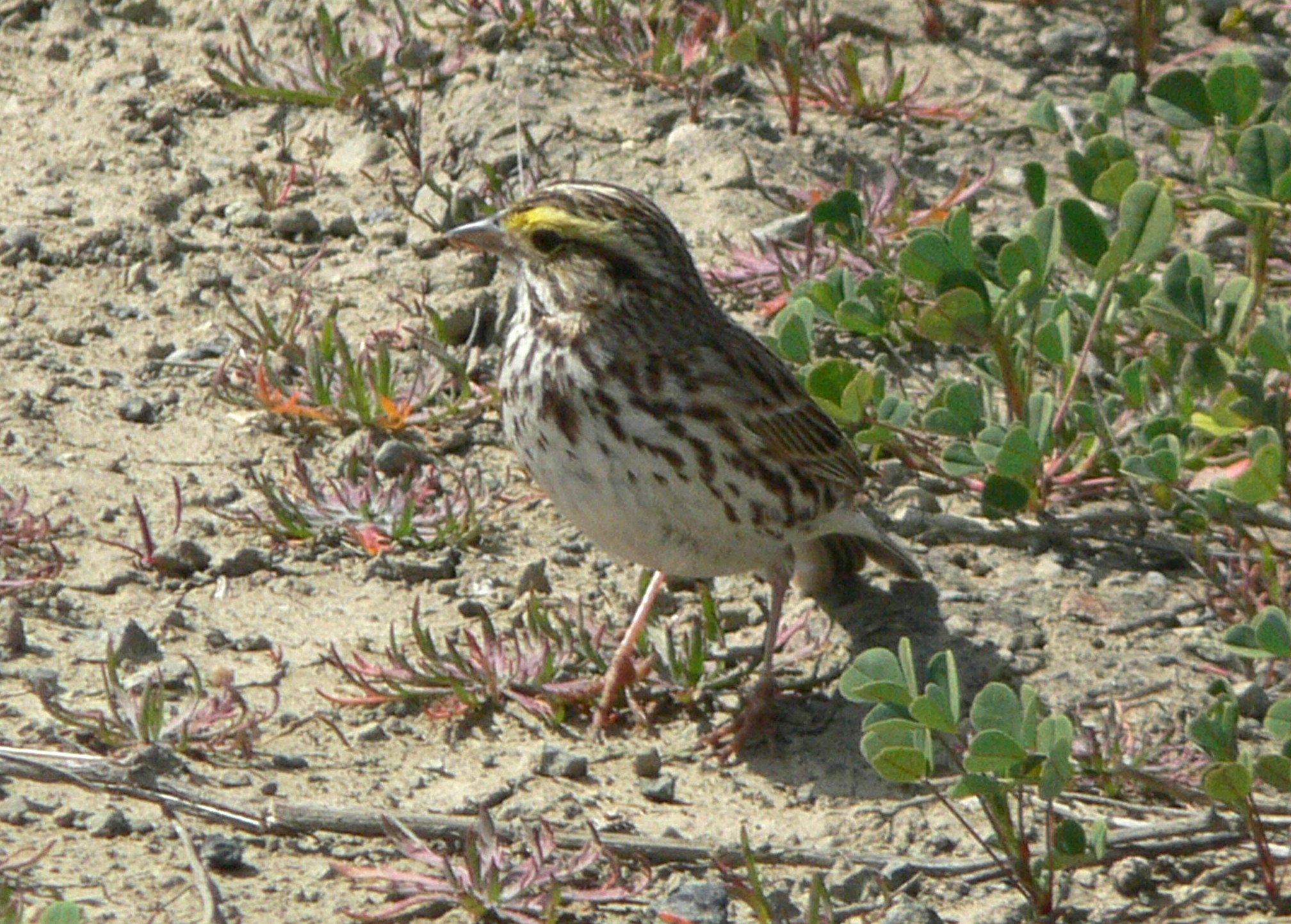
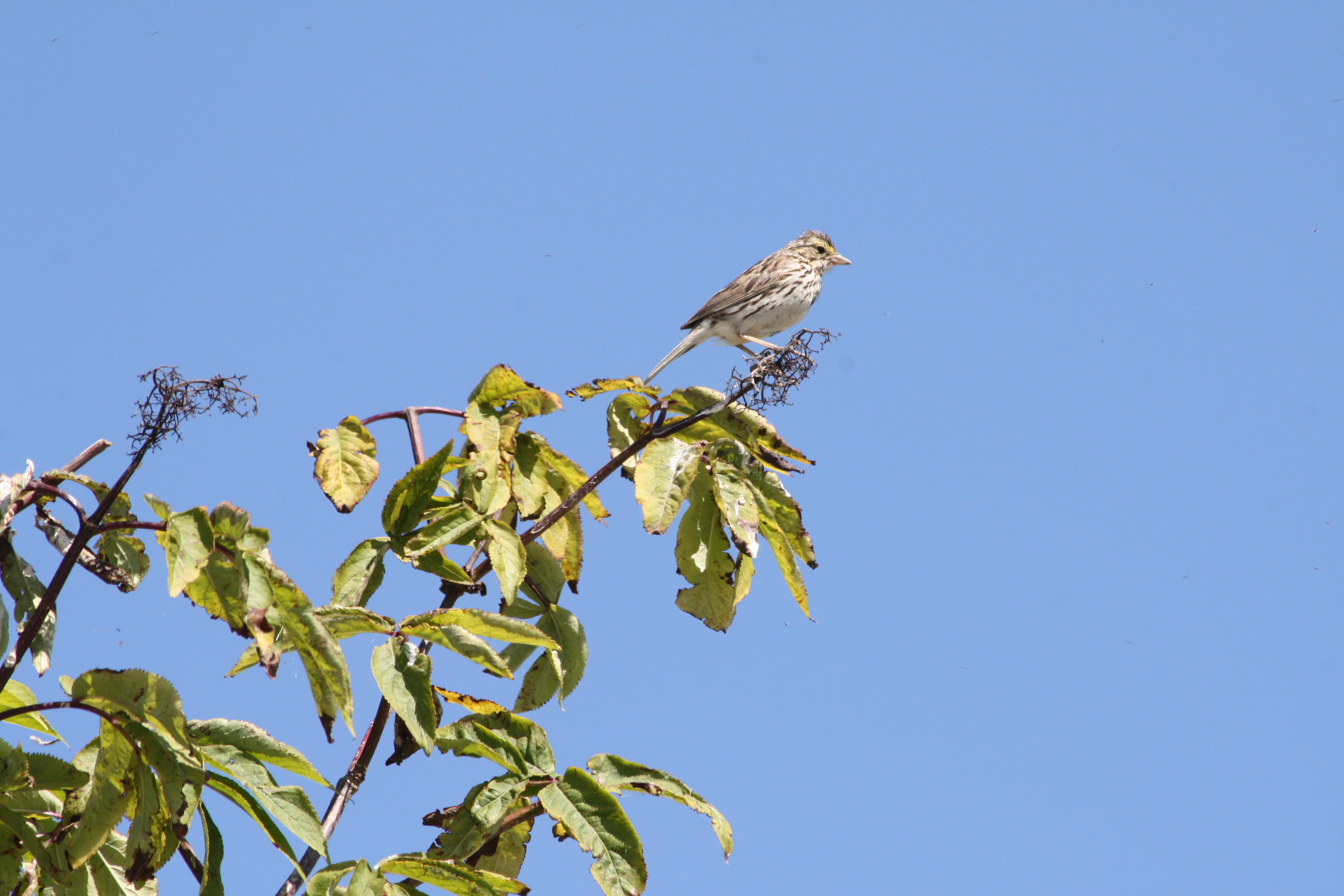